# Naude Beukes
Pour les articles homonymes, voir Beukes (homonymie).
Pas d'image ? Cliquez ici

a Compétitions nationales et continentales officielles uniquement.

Dernière mise à jour le 15 juillet 2015.
 Naude Beukes, né le 22 octobre 1980 à Knysna en Afrique du Sud, est un joueur de rugby à XV sud-africain évoluant dans les rangs du FC Grenoble et jouant au poste de deuxième ligne (1,98 m, 125 kg).

## Biographie
Naude Beukes évolue dans les équipes de jeunes des South Western Districts, puis dispute la Currie Cup sous les couleurs des Mighty Elephants (Eastern Province) et des Leopards (Eastern Transvaal). 
Il joue aussi pour l’équipe de l’université du nord-ouest (PUK). 
Il part ensuite pour la France et s’engage avec Massy en Fédérale 1. 
Il est transféré à US Oyonnax en ProD2 en 2007, puis au FC Grenoble en 2011 où il devient champion de France de Pro D2 pour sa première saison dans l'Isère.
Il découvre le Top 14 avec Grenoble en 2012 et devient rapidement l'un des éléments de base du XV alpin. Toutefois le club ne prolonge pas son contrat pour la saison 2015-2016

## Carrière
- 1997-2000 : SW Districts
- 2001 : Mighty Elephants
- 2003-2004 SW Districts
- 2005-2006 : Leopards
- 2006-2007 : RC Massy
- 2007-2011 : US Oyonnax
- 2011-2015 : FC Grenoble

## Palmarès
- Champion de France de Pro D2 en 2012